# Hit the Lights (singolo Jay Sean)
Hit the Lights è un brano musicale del cantante britannico Jay Sean, pubblicato come secondo singolo estratto dall'album Hit the Lights. Il singolo figura la collaborazione del rapper statunitense Lil Wayne ed è prodotto dal team OFM J-Remy e Bobby Bass. È stato pubblicato nel Regno Unito come download digitale il 4 febbraio 2011, ed è stato reso disponibile per l'airplay radiofonico ed il download digitale negli Stati Uniti l'8 febbraio 2011. Un CD è stato pubblicato nel Regno Unito il 4 aprile 2011.

## Tracce
Download digitale
1. Hit the Lights feat. Lil Wayne - 3:41

## Classifiche
| Classifica (2011)                        | Posizione massima |
| ---------------------------------------- | ----------------- |
| Australia (ARIA)                         | 18                |
| Belgio (Ultratip Flanders)               | 19                |
| Canada (Billboard Canadian Hot 100)      | 68                |
| New Zealand (RIANZ)                      | 24                |
| UK Singles (The Official Charts Company) | 67                |
| US Billboard Hot 100                     | 18                |
| US Pop Songs (Billboard)                 | 34                |